# ОШ „Стеван Дукић” Београд
ОШ „Стеван Дукић” је школа која се налази у градској општини Палилула, а основана је 1964. године.

## Опште информације
Школа се налази у Дантеовој улици 52, на Карабурми. Основана је 16. септембра 1964. године, а смештена у данашњу зграду 6. фебруара 1965. године. Поседује библиотеку са учионицом, која је опремљена са око 10.000 књига. У оквиру школе постоје секције као што су литерарна, драмска, саобраћајна, хор и оркестар.
Носи име по Стевану Дукићу, учеснику Народноослободилачке борбе и народном хероју Југославије.